# Леонід Антощенко
Леонід Антощенко (у світі Лаврентій Євтихійович Антощенко; 18 серпня 1872, с. Мала Миколаївка, Бахмутський повіт, Катеринославська губернія — 7 січня 1938, Йошкар-Ола) — український релігійний діяч у часи СССР промосковської орієнтації, єпископ фіно-угорської країни Марій Ел. 
Зарахований до лику святих Російської православної церкви в 2002.

## Життєпис
Народився 6 серпня 1872 в селі Мала Миколаївка (нині Бахмутський район, Донецька область, Україна) у селянській родині.
У віці 16 років вступив до монастиря. Був пострижений у чернецтво в Троїце-Сергієвій Лаврі. Після зведення в сан ієромонаха був скарбником Чудівського монастиря Москви. 
З 1908 — начальник подвір'я Пекінської місії в Петербурзі. Будівельник храму на честь Різдва Христового на подвір'ї місії в Петербурзі (1911 — 1913), в якому служив до 1927. Під час Першої світової війни йому було доручено збудувати церкву в Харбіні, але в результаті революції будівництво припинилося.
У 1922 був на місяць заарештований чекістами.
З 26 червня 1927 — єпископ Переславський, вікарій Володимирської єпархії.
У 1930 заарештований, засуджений колегією ОГПУ на п'ять років позбавлення волі та відправлений до Пінюзьких таборів у Кіровській області. Працював на будівництві земляного полотна для залізниці між Пінюгом та Сиктивкаром. Сучасники згадували, що будівництво йшло вручну, лише за допомогою лопат, землю возили у тачках. Ув'язнені навіть за сильних морозів працювали легко одягненими. Духовно опікувався християнами, що перебували у таборі, — сповідував, причащав. Здійснив у таборі чернечий постриг майбутнього архімандрита Сергія Савельєва.
З вересня 1932 — єпископ Олександрівський, вікарій Володимирської єпархії.
Проте вже 3 квітня 1932 висланий до Балахни, а потім — до Сенгілея, поблизу Ульяновська.
10 грудня 1934 звільнений із заслання.
17 січня 1935 призначений єпископом Кунгурським, вікарієм Пермської єпархії, потім — на Свердловську кафедру. Не був допущений владою на ці кафедри.
З березня 1937 — єпископ Марійський. За спогадами архімандрита Сергія Савельєва, їдучи до місця призначення, «вже з вагона єпископ Леонід благословив проводжаючих і тут же пророчо вказав на себе в груди та в землю». Жив при церкві Різдва Пресвятої Богородиці у с. Семенівка, поблизу Йошкар-Оли.

## Останній арешт та розстріл
Був заарештований 21 грудня 1937. Утримувався в йошкар-олинській в'язниці, був звинувачений у контрреволюційній діяльності та створенні «церковно-фашистської організації». Винним себе ні в чому не визнав. 29 грудня 1937 Трійка НКВС засудила владику Леоніда до розстрілу. Вирок був виконаний 7 січня 1938.
Постановою Священного Синоду від 17 липня 2002 ім'я єпископа Леоніда було включено в Собор Новомучеників і Сповідників Російських XX століття.

## Марійські святі

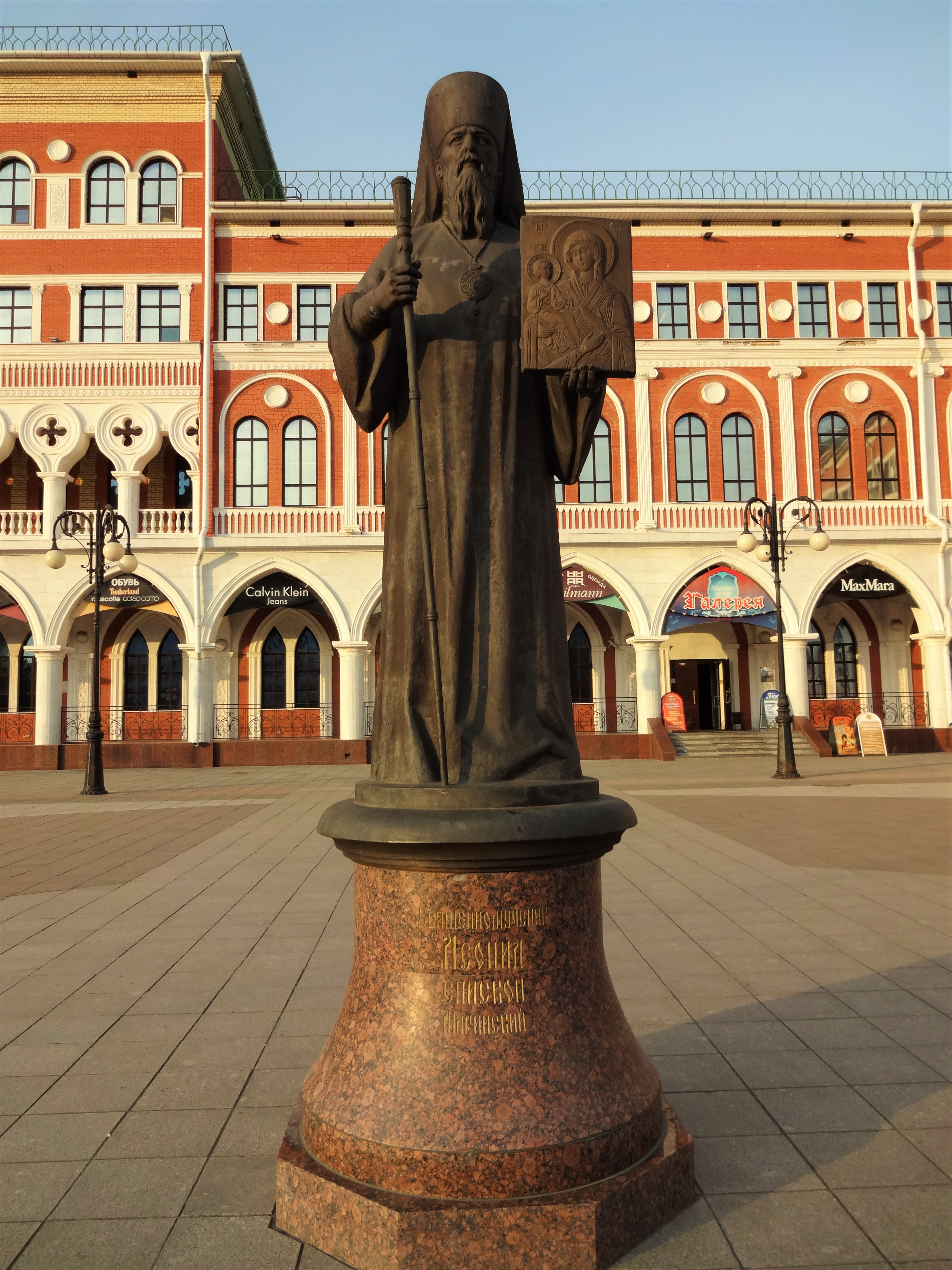

Разом з владикою Леонідом були зараховані до святих марійські церковні діячі:
- Протоієрей Адріан Троїцький (12 червня 1872 — 15 лютого 1938), з 1910 служив у Троїцькій церкві села Михайлівське (Сурти) Царевококшайського повіту Казанської губернії. Найстаріші парафіяни ще до моменту канонізації пам'ятали доброту, чуйність священика та гарні богослужіння, які він звершував. Отець Адріан виявив себе і як непересічний проповідник православ'я серед марійців. Заарештований 28 грудня 1937, розстріляний у в'язниці Йошкар-Оли.
- Священик Михайло Березін (1889 — 13 січня 1938), служив у церкві села Кузнєцове Горномарійського району у 1910 — 1936. Був заарештований 29 жовтня 1936, засуджений до п'яти років позбавлення волі в 1937. Відбував покарання у Вятлазі та Сиблазі. 25 грудня 1937 трійка УНКВС Новосибірської області засудила його до страти, потім розстріляний.

У 2005 зарахований до лику святих настоятель Предтеченської церкви села Оршанка Оршанського району протоієрей Сергій Стрельников (1887 — 8 серпня 1937). Після висвячення близько 20 років служив у цьому храмі, після закриття церкви у 1936 не залишив свою справу і продовжував служити у будинках віруючих. Коли над ним нависла загроза арешту, односельці пропонували йому втекти, але він відмовився. 26 липня 1937 заарештований, звинувачений «в агітації за вихід із колгоспу» та розстріляний.

## Пам'ять
У 2008 на площі Оболенського-Ноготкова міста Йошкар-Оли встановлено пам'ятник святителю Леоніду, освячений 1 липня 2008.
На честь священномученика Леоніда, єпископа Марійського на території СІЗО-1 УФСІН Росії з РМЕ в Йошкар-Олі 5 червня 2014 освячений новий тюремний храм.